# 五十里
五十里（いかり）は、栃木県日光市の大字。

## 地理
鬼怒川支流男鹿川沿いに位置する。近世初期は陸奥国の南山地方と同様に扱われており、会津藩の影響下にあり、実質会津田島の社会文化圏に属すような状態だったという。その要因の一つとして、当時の会津西街道の南山蔵入領（現福島）の五十里村と宇都宮藩領の藤原村を結ぶ山道には険しい難所で通称「太閤落し」があり、これが両村の間に立ちはだかり、統合を難しくしていた。

## 歴史

### 縄文時代
五十里地内には縄文時代晩期の大塩沢遺跡が確認されている。五十里湖北端付近、五十里湖に流れる大塩沢の右側塩沢山の標高700mの山麓に位置する洞窟遺跡。1902年（明治35年）の大暴風雨によりこの洞窟は崩壊してしまったため、その後は僅かな土器片を採集できる状態となっている。出土した土器は縄文時代晩期の大洞C2式。大洞式土器（亀ヶ岡式土器）は縄文時代晩期東北地方の土器の総称で、当地の大洞式土器は会津若松地方から南下し、南濃峠を越え藤原町域に広がったとされている。

### 近世
1677年（延宝5年）2月、五十里村が会津藩奉行に当村から藤原村への荷物継立ては困難なことから、高原新田での継立てを本格化することを求める願書を提出。この高原新田は承応年間（1652年-1654年）の地震により生活が困窮した塩原地方の住民が移住して形成された集落で、それまでは藤原地方から三依・塩原方面へ通ずる通路ではあったものの集落は形成されていたなかった。五十里村のこの願い出から、1677年（延宝5年）時点で何者かが高原新田を拓き移住し、五十里村と藤原村との間を繋ぐ駄賃稼ぎを実質的に始めていたと推測されている。
1701年（元禄14年）の『下野国郷帳』によると、五十里村は塩谷郡の部に幕領として属しており、村高は125石5斗4升5合とある。1643年（寛永20年）に南山蔵入領が成立して以来、45年に渡り会津藩の預かり支配が続いた。その間、幕府からは特段指揮を受けることは無く”私領同然”に取り扱うよう任せられていた。しかし、1688年（元禄元年）になると幕府代官による直支配に変わる。南山蔵入領は領内を田島組や高野組など19ヵ組に分けられ、各組に触次が行われ、これを管理する郷頭が置かれた。これに伴い、五十里村が属した下野国塩谷郡六ヵ村は会津郡の6つの村々と共に川島組に組み込まれた。幕府代官による直支配は1705年（宝永2年）まで続き、再び会津藩の預地となった。直支配後はかつての”私領同然”の状態が改善された通常の幕領のあり方に近づいた。その後も1713年（正徳3年）に幕府が幕領の大名預かり地を全廃する方針を打ち出した際など、幾度か幕府代官の直支配になることがあったりと当地方は会津藩の田島代官所と幕府代官の直支配が交互に繰り返された。なお、幕府代官による直支配の期間は長くなく大半は会津藩の支配を受けていた。
三依郷の南山蔵入領六ヵ村（五十里村・横川村・上三依村・中三依村・独鈷沢村・芦沢村）は会津から見ると、南の遠方の地域であったものの、会津西街道で関東へ通ずる重要な地点であったため、横川村には古くから口留番所が置かれ、五十里村・横川村・上三依村・中三依村の名主は問屋も兼任し会津藩の江戸廻米の継立を請け持つなど重要な役割を担っていた。特に五十里村は南山御蔵入領の最南端の村で、宇都宮領・日光神領との境村でもあったことから、当地の名主役は重要視されていた。嘉永4年（1851年）と目される申渡書から当時の五十里村名主の様子がわかる。前の預り支配以来、名主記右衛門には名字帯刀が許されていたが、仕法替えにより申渡書の時期以降は会津藩同様に苗字のみが許され、領分境を守る仕事にかかる際のみ帯刀が許可された。また川島組郷頭による「五十里村後任名主任命願書」（年不詳）から、旧来より五十里村名主には「帯刀御免」「合力米五石」が給わせされていたことが判明している。 
近世において、農民は検地によって決まった村高に応じて年貢を納めるのを基本としていた。1643年（寛永20年）五十里村に与えられた年貢割付状から当時の貢租の様子が窺える。五十里村村高は125石5斗4升5合だったが、当時何らかの理由で7石が当荒れの名目で引かれているため、その残高118石5斗4升5合が課税の対象となる高だった。また課税率が「四ツ六分成」（4割6分）だったため54石5斗3升1合が納めるべき皇祖額だった。しかし同資料に「金方」とあるように、実際には取米額を貨幣に換算して金納されていた。割付状の末尾には会津藩の家老や郡奉行などが発給者名として連署していて、五十里村の肝煎百姓中に差し出されていた。また五十里村には水田はなく稲作が全く行われておらず、全て畑作だった。したがって上述した村高は、畑作地が仮の米による生産高に換算され、その高に基づき取米高が決まり、これを金に貨幣に換算した金納額が定まっていた。
宝暦及び天保期の五十里村の定免願書によると、南山御蔵入領における換金の比率は、第一回預かり支配の時代までは両に3石2斗替えの相馬であったものの、元禄期の第一回直支配時は、関東の例に倣い、両に2石5斗替えの石代に切り替えられた。この切り替え分だけ課税強化になるため当願書には「石代相場の引き上げの代わりに免率の引き下げが行われた」ことが述べられている。このように定められた貢租は肝煎と惣百姓の名宛で村に割付られる。貢租が農民に課される際は、農民個々人に領主から割付けられるのではなく、村全体の農民が領主に課された貢租を賦課されるため、村として請け負う「村請制度」が採用されていた。そのため貢租上納の義務は1つの村全体の農民が共同に連帯責任を負っていた。
保科正之が会津に入部した1643年（寛永20年）から1704年（宝永元年）に至るまでの年貢高などが当時の割付状からわかる。村高は1643年（寛永20年）から1682年（天和2年）の間、前述した村高から変わっておらず取米・免は減少傾向にあった。ただ1683年（天和3年）に日光地方を襲った大地震により起きた山崩れが男鹿川を堰き止め自然の五十里湖を形成されると、それにより五十里村のほとんどが沈没。そのため1683年（天和3年）から1699年（元禄12年）の割付状が欠けている。これは散逸によるものではなく、五十里湖出現により耕地や家屋が湖底に埋没し廃村状態であったためではないかとされている。1700年（元禄13年）、埋没した本田とは別に新田（6石5斗3升3合）が拓かれ、それに対し割付状が発行された。なお、この割付状は幕府代官によるものだった。この新田分に対する割付状発給について、五十里村農民から提出された願書が残っており、ここから当時の事情が窺える。1699年（元禄12年）閏9月、五十里村村役人と惣百姓代が幕府代官に提出した願書によると、五十里湖出現により村が埋没して以来、年貢や諸役は一切免除されていた。五十里村村民たちは新たに焼畑を作ったものの、焼畑は2～3年ごとの移動を要し、年貢の上納が困難だった。そんな中でも、「上居屋敷之御年貢」だけでも上納したいこと。また、五十里湖の渡り船による荷物送りを生計を立てるため行っていて、船が破損した際に「小鵜飼船（十五駄積）」を4艇仕立てる費用を幕府から拝借したのだが、これも一切無役で済ませてきた。そのため今後は幾らか船役金を上納したいということ。大きくこの2点に関して願い出ていた。その結果か、1700年（元禄13年）の割付状には船役金1両が記載された。五十里村の割付状は、1705年（宝暦2年）以降は新田高についてのみ発給されていた。しかし1723年（享保8年）の五十里湖決壊を機に、五十里村には旧村・旧耕地の復旧が進められ、割付状上では1726年（享保11年）から本田125石5斗4升会5合が復活。荒場引48石2斗3升3合を引いた残高77石3斗2升2合に課税されるまでに回復している。その後も荒場引高は減少しなかったことが、五十里村本田の復旧の難しさを物語っている。

#### 五十里湖の出現
1683年（天和3年）9月1日未明、日光・藤原・南会津地方をマグニチュード6.8の大地震が襲った。この地震の前から当地方では頻繁に地震が起きていて、同年5月には3度日光山を中心とした地震が起きていた。うち2つはマグニチュード6.4と7.3だった。それに追い討ちをかけるように発生したこの地震で、葛老山東側直下のV字谷を流れていた五十里川とそれに沿って続いた会津西街道を塞ぐように土砂が流れ込んだ。この道と川に流れ込んだ遮蔽地点は日光神領・宇都宮藩領・会津藩預かり領の境に近く、現在の海尻橋の辺りだった。これにより会津藩は、軍事上にも運輸関係上でも重要な会津西街道の機能を失い痛手を被ることとなった。当時の会津藩蔵入役所郡奉行の飯田兵左衛門はすぐに現地に赴き視察。災害規模と今後の対策を幕府勘定奉行と会津藩当局に早馬で注進した。飯田は早急に水を抜かなければ、仲附の者が職を失い、馬継ぎの村々にも影響が及び、水が満ち溢れると田畑にも影響を及ぼすと進言。これに対し会津藩では首脳陣が評議して、簡単ではない水抜き工事よりも新道を開くべきなのではとの意見も出たが、最終的には飯田の案が採用された。排水口のなかった五十里湖は、しばらくの間流入する川で水量を増し、約90日で五十里村の田畑や家屋を水の底に沈めた。その後も水量は増し、隣村独鈷沢村の中井にある畑まで湖底とした。ここまで、1683年（天和3年）9月1日から1684年（貞享元年）1月13日まで、153日を要した。その後、会津藩により掘削工事したものの、表面の土を4m掘ったところで巨大な一枚岩が出現したため工事は中止。ただ表層の土砂を除去すると、その周辺に大きな滝が3つでき、湖水の上水が流れ出るようになった。これにより以降40年間水量が一定に保たれたとされる。
1723年（享保8年）の「湖水抜後覚書」によると、この五十里湖出現により五十里村は湖底に沈んだため、地震当時にあった戸数31軒のうち、21軒は対岸のやや下流の上の屋敷と呼ばれる山腹に移住、残りの10軒は北方の独鈷沢村地内の石木戸に移り新たに集落を形成した。上の屋敷で始まった五十里村新田の集落は、五十里湖を見下ろす狭い山腹の山林を焼き払って開墾された場所。1700年（元禄13年）以降の五十里村新田の検地帳によると畑高は僅かに6石5斗余りしかなかったとある。これは五十里村新田に課されたもののため、1軒あたりにすると3斗にも満たない石高だった。そのため農業で生計を立てることできず、以前から行われていた駄賃稼ぎで補完。駄賃稼ぎは馬を所有する農民の生業だったため、所有していない農民は炭焼きをおこなっていた。なお、五十里村の立木は材木に適していなかったため、飯田平左衛門が代官の時代から炭焼き稼業が許されていた。1713年（正徳3年）、五十里村名主が書いた炭焼き資金の拝借に関する願書が残っており、これによると資金50両の融資を受け、宇都宮通り方面へ売り出し、少しずつ返済をおこなっていたとある。
地震直後の掘削工事失敗の後、幕府は石木戸と高原新田への登り口（上の屋敷）を結び、小鵜飼船4隻で湖上の舟運を開始。1700年（元禄13年）以降、五十里村には毎年船役金一両を幕府に差し出すことを課され、その代わりに幕府は6～7年ごとに五十里村の申請により船を新調する費用20両を補助した。これの船頭をになったのが、五十里村から独鈷沢石木戸に避難した10軒で、中三依宿から陸送されて来た荷物を船に積み替え、五十里湖を南下し、上の屋敷まで運ばれ、再び馬に積み替えられて従来の会津西街道で継ぎ送りされた。
天和の掘削工事失敗以降、会津藩では会津西街道復旧より新道開削の機運が高まった。そして1696年（元禄9年）4月、会津藩3代藩主松平正容によって、参勤交代のため会津中街道が整備され、五十里湖の水抜工事は後退を余儀なくされた。しかし、1698年（元禄11年）、暴風雨により会津中街道中の那須大峠が崩壊。この欠損部分の復旧も容易でないと見込まれ、1704年（宝永元年）7月、同街道は幕府の認める参勤の正式なルートに満たないとし、脇街道に降格された。そこで会津藩は会津西街道に再び関心を寄せた。また1705年（宝永2年）から南山蔵入地方を2回目の預かり支配することとなった。そのため1707年（宝永4年）から行われる五十里湖水抜工事は請け負う江戸の業者に依頼し、会津藩は工事費だけを拠出する立場をとることとなった。工事は、1707年（宝永4年）冬期を除く全期間、地元人夫により行われた。しかし、工事は巨大な岩盤を前に思うように進まず断念せざるを得なかった。こうして、2度に渡る水抜工事は成功せず、五十里湖は1723年（享保8年）まで形を変えることはなかった。

#### 高木六左衛門の伝説

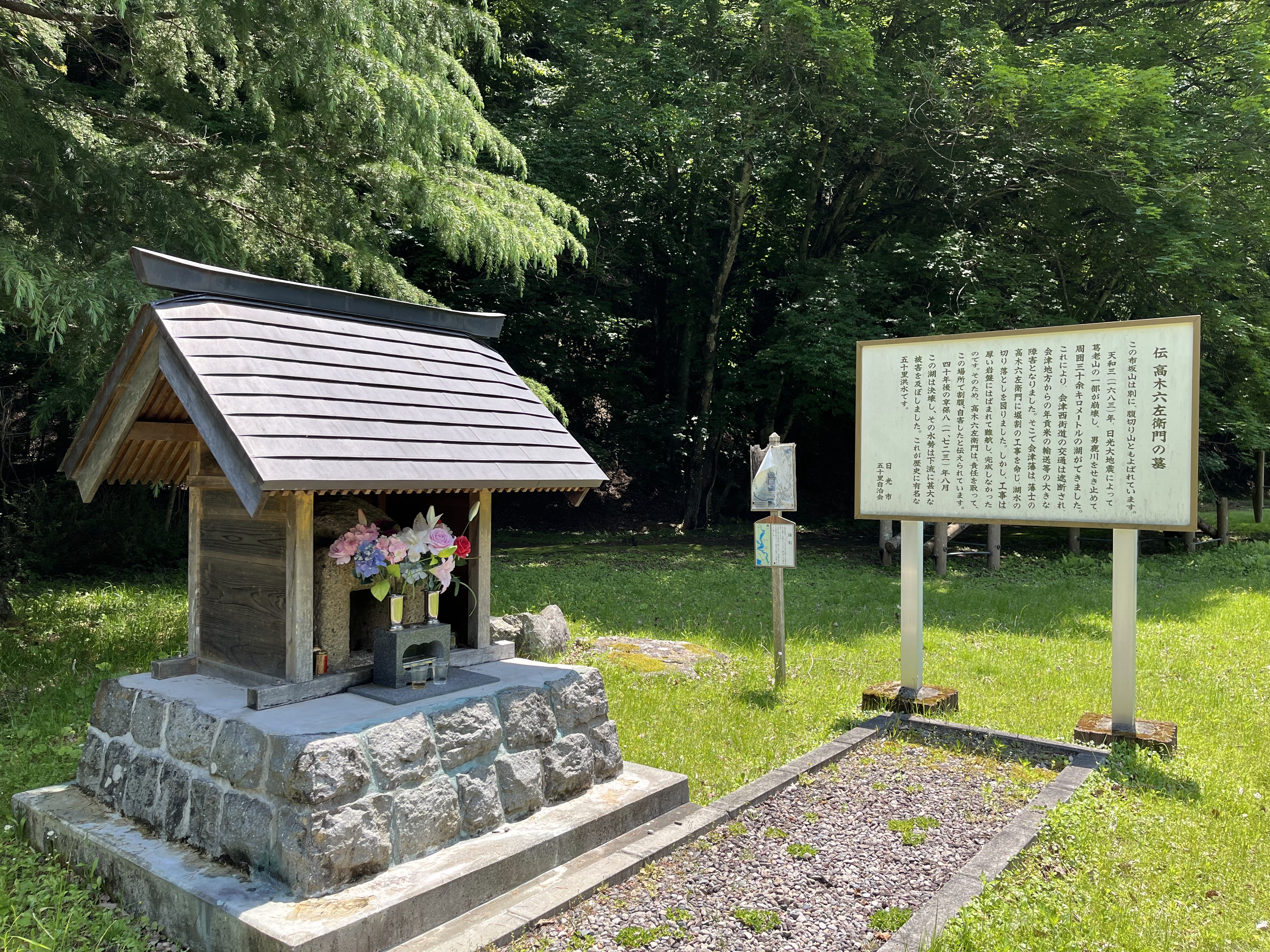
高木六左衛門の墓

高木六左衛門は、五十里湖水抜工事の現地責任者で、巨額な損失となった藩の支出に対し、切腹で責任をとったとされる会津藩士。現在、葛老山の崩壊地点付近にある五十里展望台に、彼の墓と伝えられる小祠がある。六左衛門の伝説が最初に確認されたのは、1927年（昭和2年）刊行の『栃木県史・第一巻地理編』。しかし工事責任者であるにもかかわらず、彼の行状を伝える当時の記録が『会津藩家世実紀』や地方文書に一切残っていないため真偽は不明となっている。

#### 会津西街道
近世において、また古代・中世以来、関東か奥州に抜ける道筋の重要性は高く、これが藤原町地方の人々の生活や文化に大きな影響を及ぼしてきた。藤原町域においては奥州と関東を結ぶ街道として、会津西街道が中央を南北に縦貫していた。当街道は会津若松城下を発すと、本郷・関山・大内・倉谷・楢原・田島・川島・糸沢の順で大川沿いに南下し下野へ向かい、山王峠を越えて藤原町域に入る。その後は男鹿川に沿い横川村・中三依村・五十里村を経て、当街道最難関の標高約1200mの高原峠を越え、宇都宮藩領の藤原村に達する。高原峠は、五十里村からも藤原村からも険しい道で、よじ登ると言い表すのが適してるといわれるほどの難所だった。藤原村から高徳村に続いたのち、街道は今市宿に至る路程と阿久津河岸に向かう路程の二手に分かれる。会津西街道はこの両路を総称する呼称。会津若松と江戸を結ぶ正式な街道は、勢至堂口から奥州道中に入る白河通りがあり会津西街道は脇街道の位置にあったが、藩主の参勤交代にも日光東照宮参詣という政治的意味を付加し当街道が利用されるなど、脇街道ではあるものの重要性が低いとはいえなかった。なお、会津西街道とうい名称は明治時代以降のもので、近世においては「中奥街道」「会津街道」と呼ばれていたことが当時の古文書から確認されている。宿駅制度が設けられると、中三依村と高原新田の間のに位置する五十里村にも宿駅が設定された。また藤原町域では五十里村と藤原村には本陣及び脇本陣が置かれていたことが明確となっている。名主宅が本陣に充てられ、大名の宿泊だけに使われる一段高い上壇の間が作られた。またそこから眺める庭の造作なども工夫が凝らされていたという。

#### 仲附（なかづけ）と争論
近世において会津若松・田島などの会津圏の物資を関東方面に搬送するには、会津藩が整備した宿駅制度によるものが正式なものだった。当制度により宿駅に設定された五十里村などの村々は領主通行への人馬役提供の見返りとして、奉仕に対する賃銭とは別に一般の商人荷物の継ぎ送りが許され、これが宿駅に住む農民の生計を立てていた。こうした輸送体制があるためか、会津の南山地方には近世初期から「仲附（なかづけ）」という輸送機関が存在した。なお、近世初期から明治にかけて当機関の名称はいくつかあったがここでは中附で統一する。中附は1人が自分の馬3～4頭を連れ、目的地まで同一人物が担当することが特徴。そのため駄賃が安く済み、迅速で荷のいたみが少ないことなどから好まれた。1687年（貞享4年）の五十里村の記録によると米雑穀・栗・りんご・瓜・茄子・塩・酒樽や足袋など農産物から生活用品などを取り扱っていて、他の宿駅との共存を図り取り扱う荷物の種類を取り決めていた。また、米・塩を除く農産物は農村の副業として小規模に生産されたもので、当地方の産物として農民が現金収入を得る手立てにしていた。ほかにも自分で生産した農作物を自分の馬で運び、若松や今市へ売り出す馬稼ぎもあったが、当初は黙認されていた。
天和の大地震により五十里湖が出現し会津西街道が途絶状態になったため、1695年（元禄8年）に会津藩が会津中街道の開削を進めたものの、これが正式な本街道にならず十分機能しなかったため、会津圏との商品流通が渋滞した。その対策として商人たちは中附を利用するようになった背景から五十里村などの宿駅と中附の対立が深まっていった。この例が下記の通りいくつかある。
1695年（元禄8年）5月の「諸商品荷物尾頭通り仲附禁止につき上三依村百姓誓約書」や同年同月の「上三依村百姓商人荷物附出し出入につき高原新田百姓誓約書」によると、1689年（元禄2年）に江戸南かやは町弥助の足太荷物と上三依村弥右衛門の米荷二駄を、仲附が尾頭峠から高原新田へ続く古道を利用した際、途中抜かれた五十里村の者が荷物を差し押さえようとして出入り（江戸時代の訴訟手続きの1つ）になった。これに対し第一回直支配中の幕府代官竹村惣左衛門は、仲附は自家用の米・雑穀を今市や藤原へ売り出す以外は附通してはいけないと裁定を下した。しかし1695年（元禄8年）伊北郷下山村権兵衛の麻荷二駄を上三依村から高原新田へ附通した。そのため五十里村が再び差し押さえ幕府代官にまたも訴える事態になったが、高原新田村の組頭久三郎ほか6名が上三依村と五十里村の間に入り示談を成立させことなきを得た。そこでは上三依村の仲附が五十里宿に対し2度と附通さないことを誓約し、併せて高原新田村の仲裁人達も再度起こさないことを誓約された。
ほかに1701年（元禄14年）10月の「中追い者と五十里村問屋荷物争論取扱状」からも仲附関係の争論の事例がわかる。同年10月20日、田島村の仲附儀右衛門が大豆四駄を附通し、馬が病気になったと上三依の尾頭峠から高原新田へ回ったところを五十里村が荷物と馬具を差し押さえ、高原新田名主へ預け置く事態が発生。更に、同月23日には上三依村の仲附弥右衛門並びに又左衛門が自家用であるとして米5駄を附通して来たのだが、これを五十里村が自家用と認め馬具と共に差し押さえ村へ持って帰った。これに対し、五十里村を訴えるため上三依村名主が田島代官所へ向かったのだが、その道中横川村の者に宥められ、横川村と中三依村が仲介し、上三依村龍泉寺へ両村の者を呼び和解へ進むよう働きかけた。その結果五十里村で差し押さえた米や馬具を上三依村に返還すること、それに対し今後上三依村は決して商人荷物を仲附では運ばないことが誓われ和解したことでことなきを得た。
五十里湖出現後、次第に会津西街道の機能は回復していったものの、その間に勢い付いた仲附を抑える術がなく、寛保・宝暦年間においても争論が起きたのだが、そこから五十里湖出現によって困窮した五十里村の人々の苦境が感じられる。1741年（寛保元年）5月、仲附が日光へ食膳の材料を運搬する際、中三依宿から芦沢村・湯西川村経由で300駄運ぼうとしたところを五十里村が阻止する事件が発生。「以前はこのコースで運搬される例がなかったため、五十里宿を通過する通常の行程を利用して欲しい」と、五十里宿並びに川島組郷頭が第3回預かり支配中の田島代官所に出訴。これに対する返事の資料は今のところ確認されていないが、この件から洪水後に困窮する五十里村の様子がわかる。

#### 五十里洪水と村落復興
1723年（享保8年）、8月7日から10日にかけて陸奥・下野一体が暴風雨に晒された。これにより男鹿川（五十里川）や湯西川が氾濫し、五十里湖の水面を著しく上昇させ、天和の大地震以来五十里湖の水を堰き止めていた土砂を押し流し、下流に大きな被害をもたらした。これによる下流の藤原村の被害は死者8名・流出家屋79軒にのぼり壊滅的打撃を受けた。流失家屋数は、1711年（宝永8年）時点の藤原村の家数とほぼ同じだったため、まさに全滅状態だった。それに対し五十里村の被害は、高原新田上り口に位置したとされる、船着場付近に建てられた荷小屋と土蔵が流失した程度だった。この洪水により下流の村々は甚大な被害を受けたが、五十里村の農民にとってこれは元屋敷に戻る可能性が高まる出来事だった。湖水は一気に押し抜けたものの、すぐに移転するにはいくつか問題があり、村再建計画は慎重に進められた。課題は山積みで、生活用水の確保、男鹿川の洪水や浸水から村を守るための堤防の建設、会津西街道の再整備、屋敷の割付などがあった。そういった問題を徐々に解決し、五十里洪水から約3年後の1726年（享保11年）から翌年にかけ、上の屋敷と石木戸から元の屋敷地へ移り住み村の復興が進んだ。しかし、1728年（享保13年）から3年間に渡り、夏の台風と洪水に見舞われ、再度村落の移転を余儀なくされた。特に1731年（享保15年）の洪水では、村の半数の家屋で床上に約1mの砂が積もるほどの被害を受けていて、家屋と並び広大な畑を失うこととなった。これらにより1731年（享保16年）に再移転願書が出され、同年9月から10月にかけて2度目の全村落引移りと家普請が行われた。

### 近代

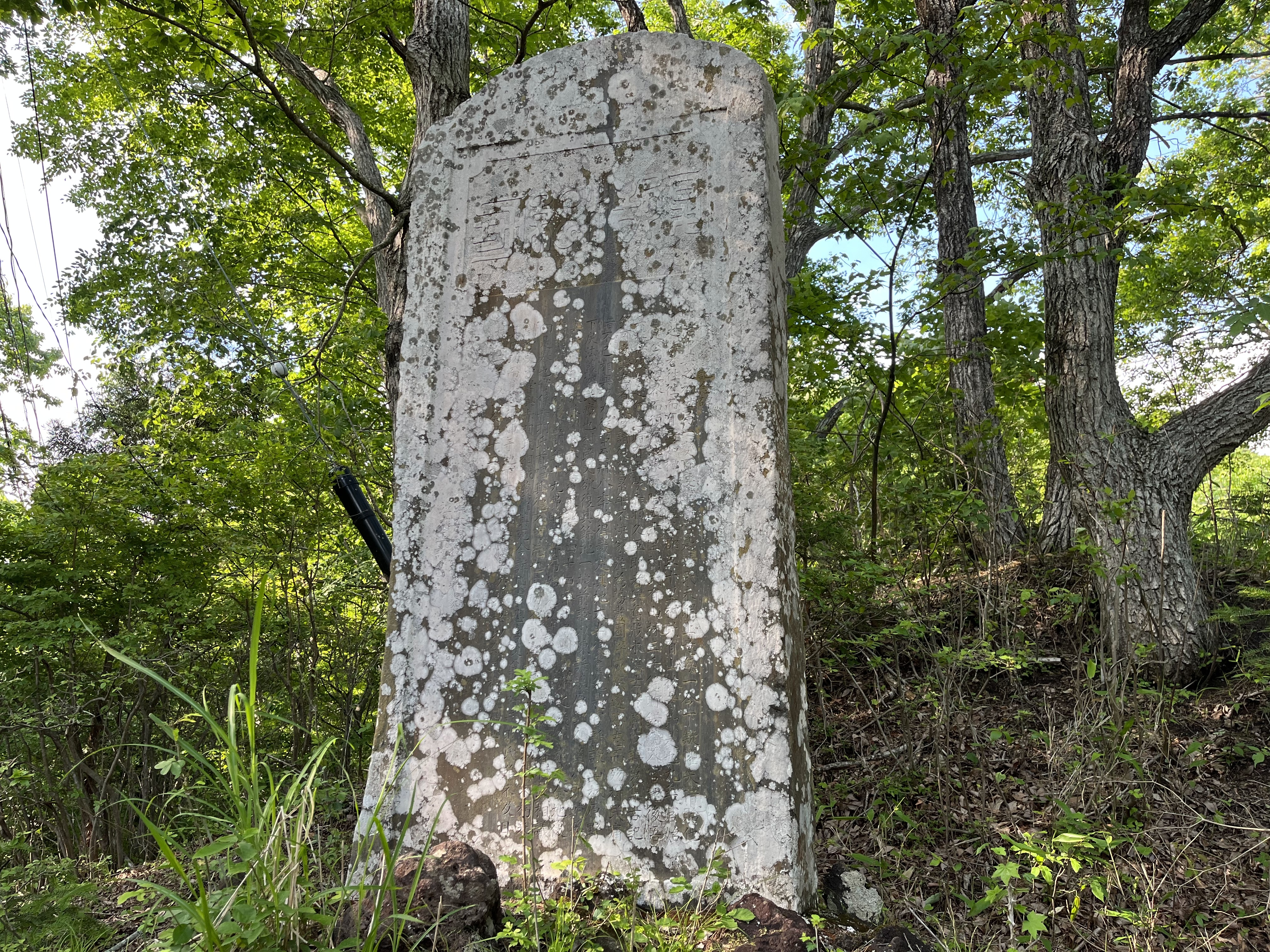
山林復活記念碑

1878年（明治11年）イギリス人探検家イザベラ・バードによって『日本奥地紀行』が書かれ、そこには五十里宿の元本陣の様子についても記載されていた。またイザベラ・バードは宿泊した際に、「当地方に警察署がないが定期的に警察が宿屋に検査にやってくる」とのことを記している。このように、当時藤原村と三依村には警察署も駐在所もなかったため、月に1～2回、大田原警察署氏家分署の署員が巡回していた。
1888年（明治21年）4月、市制町村制が公布。翌年4月施行され藤原村が誕生し、五十里村は大字となり、藤原村に属すこととなった。
しかし、三依地区は風俗・人情・地政的に藤原地区と著しく違い、藤原村役場と遠隔で不便であることから、1893年（明治26年）3月18日告示第42号にて、藤原村は藤原村と三依村に分割された。これにより五十里は三依村に属すこととなる。しかし、1955年（昭和30年）に財政難などから藤原町に編入している。
江戸時代、全国の主要な街道に飛脚問屋が設けられ、民間の書類や小包などが継ぎ送りされていたが、場所によって料金や運輸方法が異なり統一されていなかった。この体制が引き継がれるように、明治時代初期も郵便物は陸運会社に委託し宿継ぎで送られていた。しかし1871年（明治4年）、政府が駅逓寮が設けられ、全国に郵便取扱所を設置。1873年（明治6年）、政府は飛脚問屋の逓送を禁止し、全国均一の郵便料金制度を設定し、これを官営独占事業にした。その後も1875年（明治8年）に名称を郵便局に改めるなど、徐々に郵便制度を整備。近世において宿駅であった五十里村にも、1874年（明治7年）12月に郵便取扱所が設置されている。はじめは五等郵便局であったが、1886年（明治19年）4月には三等郵便局に昇格。しかし、1888年（明治21年）に五十里郵便局は横川郵便局と同時期に廃止された。1880年（明治13年）の「下野国郵便線路之図」によると、藤原町域では中三依村以外の郵便局には脚夫が配置されていた。毎日1回、各局の脚夫が今市方面と糸沢方面から郵便物を継ぎ送りして、横川と五十里の脚夫が中三依で郵便物を交換。そして元の道を戻って行き郵送が行われた。
大正5年7月1日時点で三依村には3つの鉱山があり、そのうちの一つに五十里鉱山があった。1912年（明治45年）8月の下野新聞によると、当鉱山は東京神田の水野太一が目下の山長渡辺嘉助に数年間調査させ、字小滝で金銀鉱を発見したものだという。

### 現代

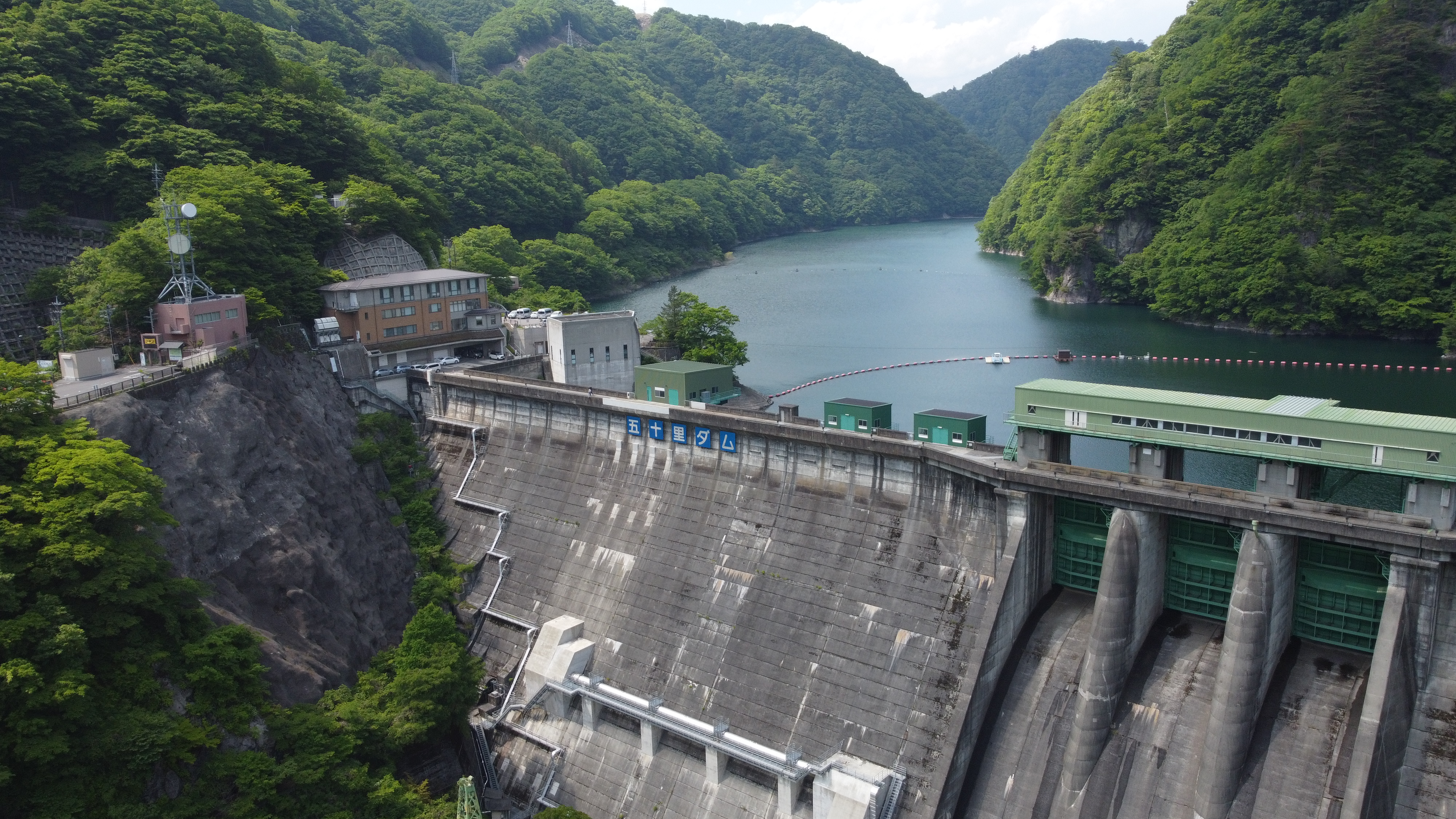
五十里ダム

五十里ダム建設案の始まりは、1926年（大正15年）に鬼怒川の改修が内務省直轄工事として実施された時に遡る。当時、男鹿川関門付近（現海尻橋下流付近）に洪水調節池を設置し、最大洪水流量の調節を行う計画が浮上。そのため同年に藤原村に測量詰所が置かれ、1927年（昭和2年）には三依村に鬼怒川上流改修事務所を設置。本格的な調査が始まりダム建設の準備が進められた。しかし1933年（昭和8年）、建設予定地点で断層群がありダム建設には不適切であることが判明したことから、五十里ダム建設計画は断念された。しかし、1938年（昭和13年）に大出水があったことから、1941年（昭和16年）から調査が再開された。途中、太平洋戦争により調査は中断されたものの、終戦後に調査を再開。さらに1947年（昭和22年）から1949年（昭和24年）まで連続して台風の被害を受けたことから、早期ダム建設の要望が強まった。そして1950年（昭和25年）、アメリカの対日援助見返資金を受け、当時最大規模の五十里ダム建設が建設省直轄工事として着工するに至った。なお、1938年（昭和13年）から1949年（昭和24年）までの12年間、鬼怒川の洪水による被害は年平均田1100町歩、畑580町歩、その他260町歩、家屋320戸に及んでいる。五十里ダム建設は、1950年（昭和25年）9月26日から1956年（昭和31年）8月29日に行われ、総工費は48億1200万円。またダム建設に伴い、旧五十里地区の66世帯・86戸が水没。当地区の住民の大部分は今市などの他市町村へ移住した。

## 名所・寺社

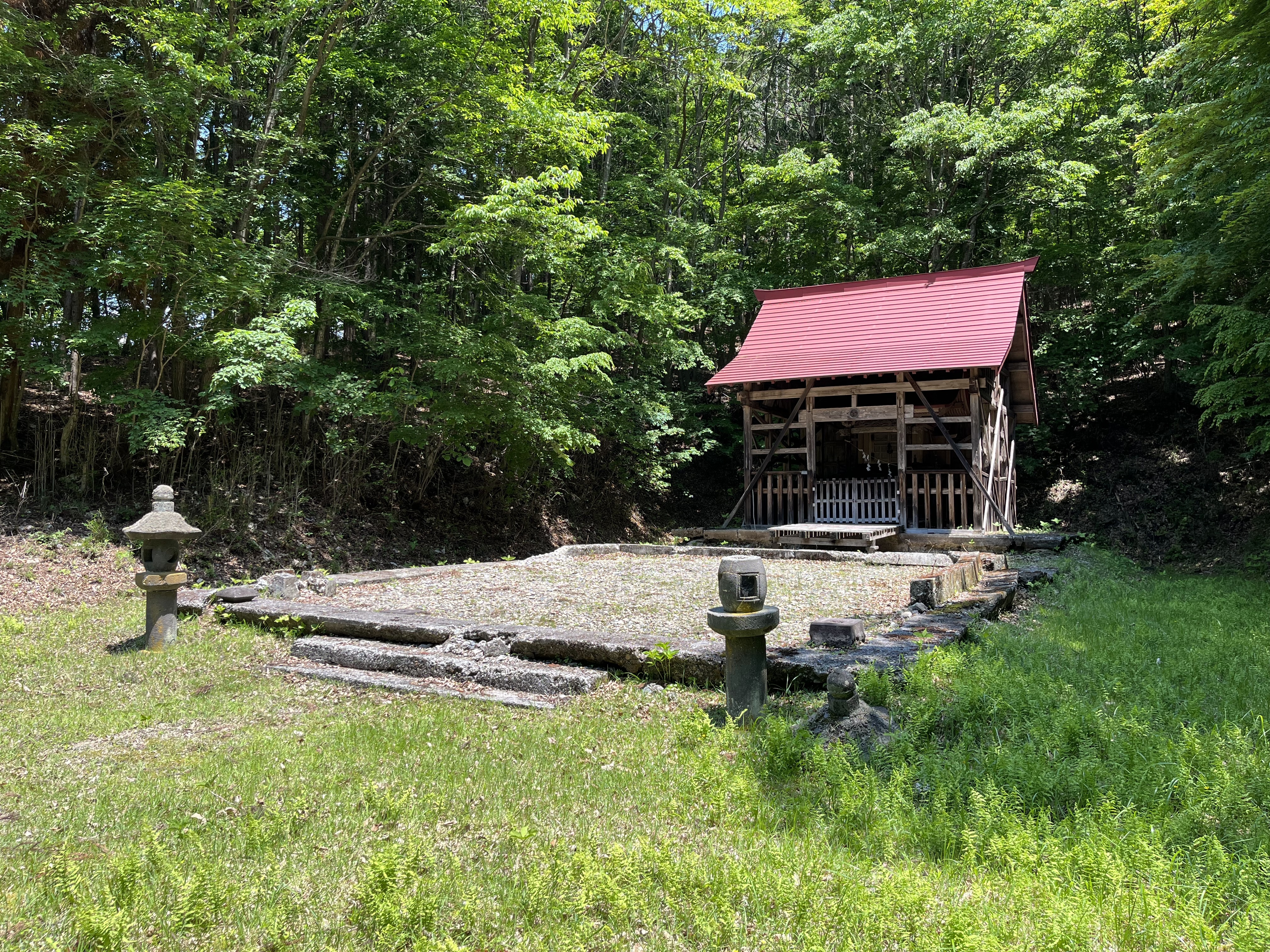
示現神社

### 五十里湖（五十里貯水池）
五十里湖は鬼怒川支流男鹿川を堰き止めて造った人工湖。川治温泉街のから北に約1.5kmの場所に位置する。五十里ダムは重力式コンクリートダムで長さは267m、高さ112m。有効貯水量460万立方m・貯水池面積3.1平方km・有効水深25m。着工当時は日本最大の高さを誇っていた。五十里貯水池は川治発電所の発電のほか、渇水補給の役を担っている。渇水期末の3月中旬を過ぎた頃になると、貯水はほとんど使用され貯水位は最低となる。江戸時代の地震によって山地が崩壊したことで男鹿川が堰き止められ湖となった。その40年後の大洪水により堰き止められた土砂が流出し湖が消滅したため、ダムができるまでの間男鹿川流域は大量の砂礫の広がった湖盆状の広い河谷だった。

### 海尻橋

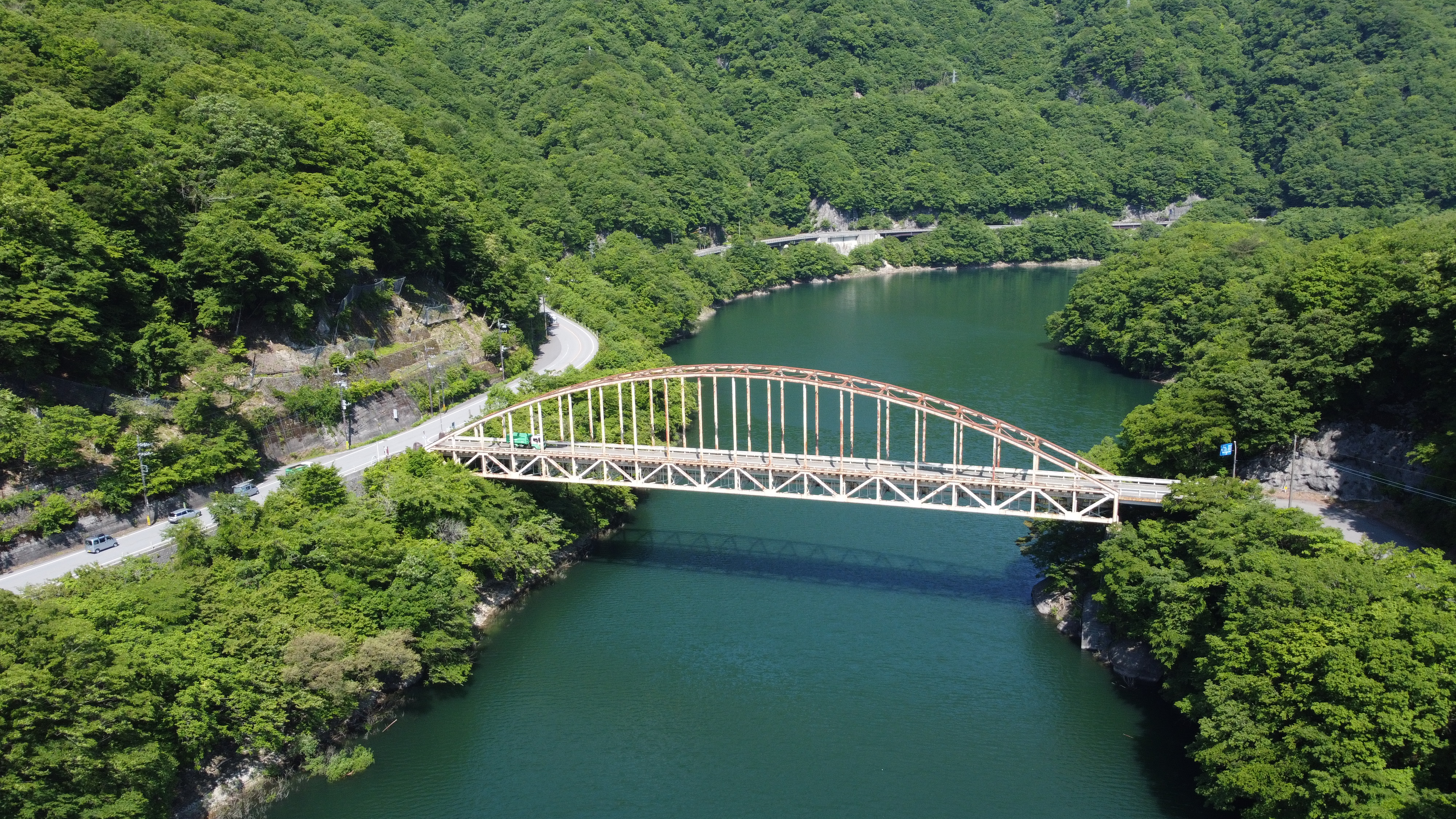
上空から見た海尻橋

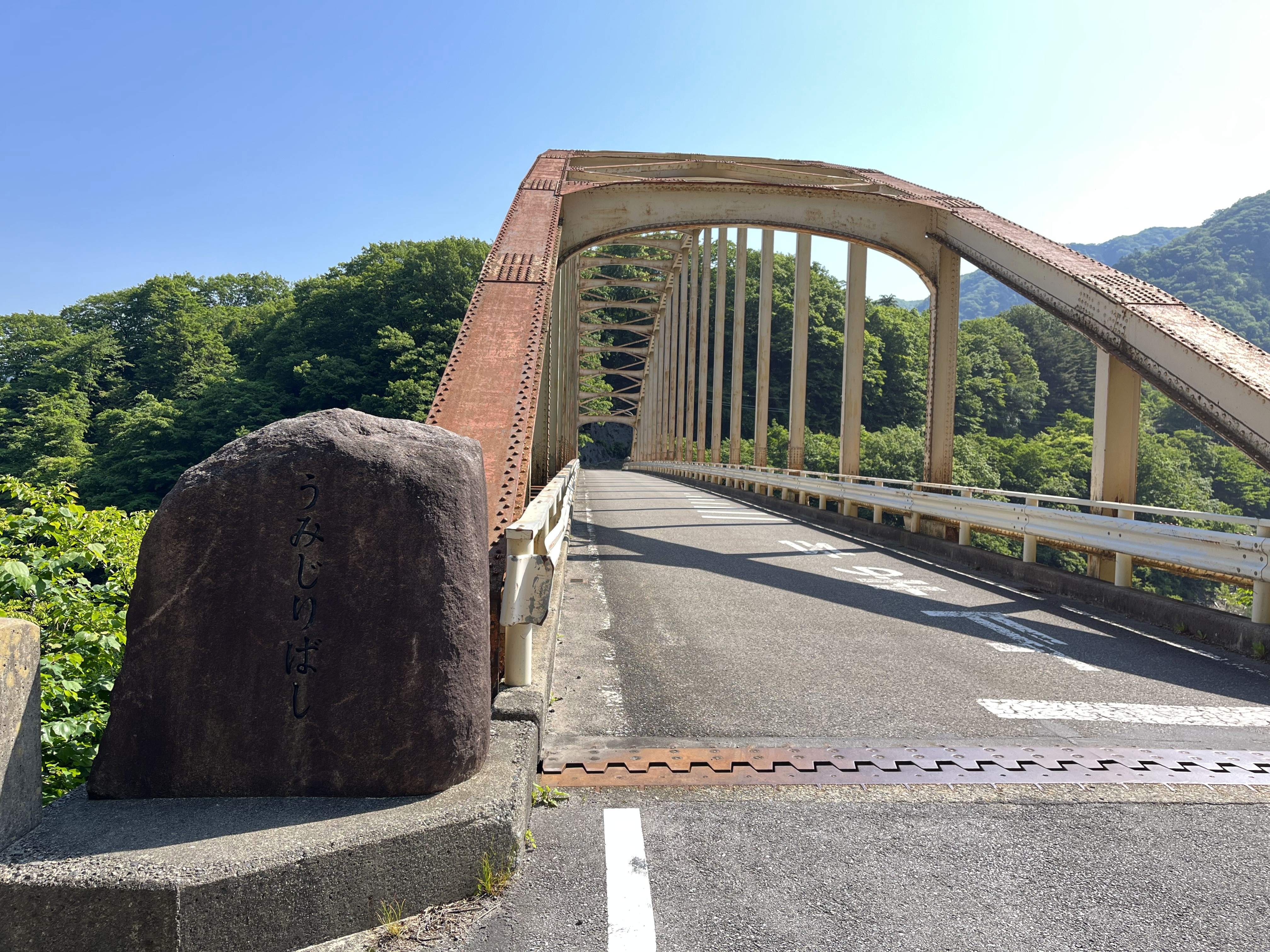
海尻橋

海尻橋は、五十里湖を横切るランザートス式の橋。長さは117m。当橋は鬼怒川・川治温泉と福島県田島・会津方面を結ぶ唯一の道路に架る橋のため、産業・観光面で重要な役割を担っている。名前の由来は、江戸時代の山崩れによる堰き止めで自然にできた五十里湖の堰堤状にあった道路からきている。またこの付近は幕末から大正に至るまでの間、海跡とも称されていた。

## 教育

### 五十里学校

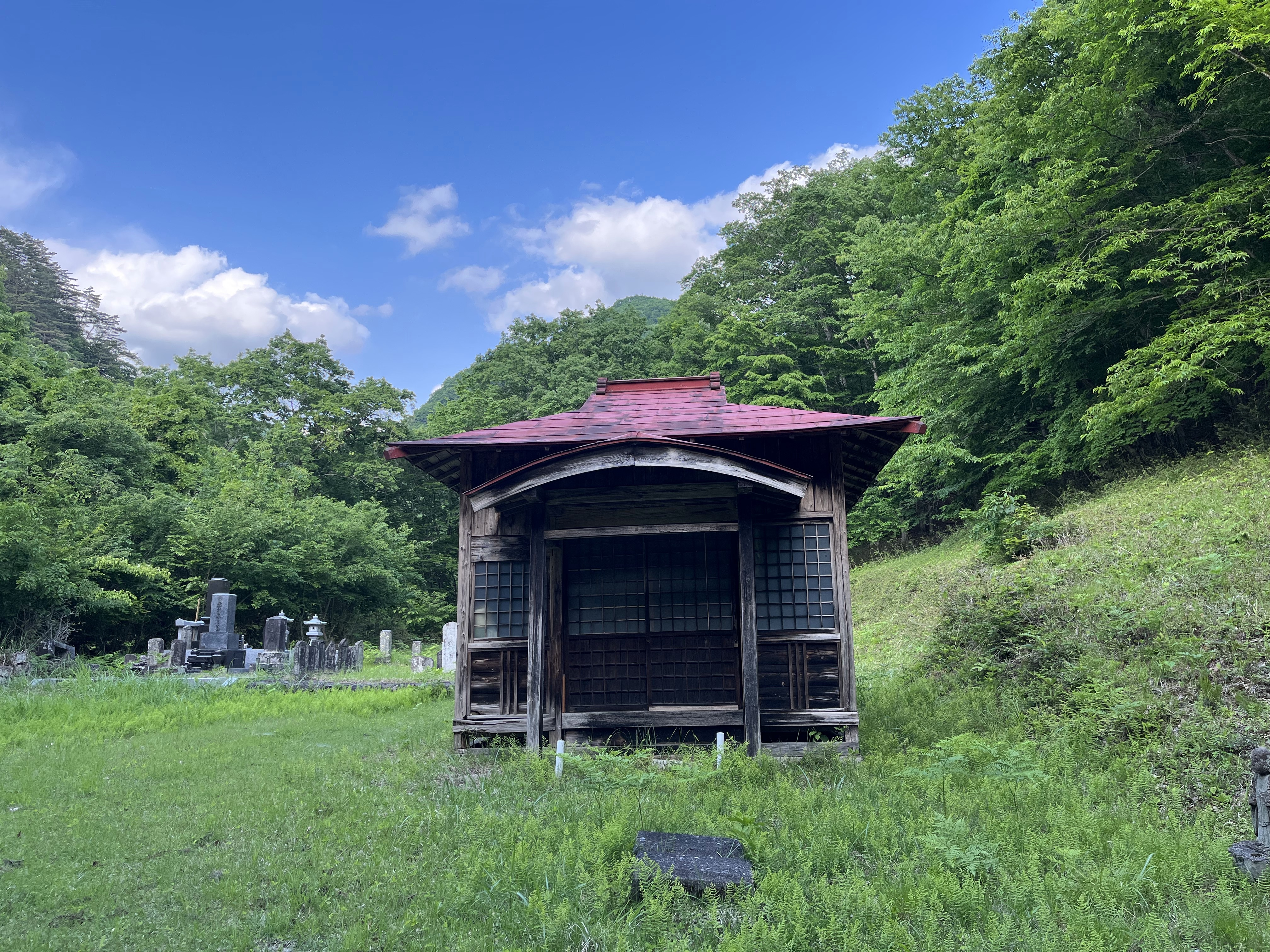
長念寺

1876年（明治9年）、五十里村長念寺を借用し開校。1878年（明治11年）三依学校の分校となる。しかし1959年（昭和34年）3月31日に三依中学校五十里分校が、1961年（昭和36年）3月31日に三依小学校五十里分校が廃校となった。これは1956年（昭和31年）にダムが完成したことにより、住民が移住し児童が激減したことが大きな要因だった。なお、五十里地区に残った児童は定期バスを利用し川治小中学校に通学した。

## 産業・生業
1885年（明治18年）の『地誌編輯材料取調書』によると、当時五十里では農業以外の生業として旅店・屋根葺き・狩猟・駄賃稼ぎが行われていた。

### 屋根茅葺き
1878年（明治10年）、藤原町域からは藤原・滝・五十里・独鈷沢・芹沢の37人が屋根葺きの出稼ぎ出ている。その半数近くの15名が五十里から出ていることから、重要な生業であったとされている。この出稼ぎは明治・大正と続き大正中期に最盛期を迎えたが、それ以降は炭焼きが盛んになったため、出稼ぎに出る人が減った。

### 駄賃稼ぎ
前述した通り、五十里湖の出現などから、五十里において駄賃稼ぎは江戸時代以来主要な現金収入源だった。1885年（明治18年）、五十里は街道筋だったこともあり内国通運会社の駅が置かれ、駄賃稼ぎをおこなっていた。なお、五十里では男女共に駄賃稼ぎをしている。